# Maglehøj (Odsherred)

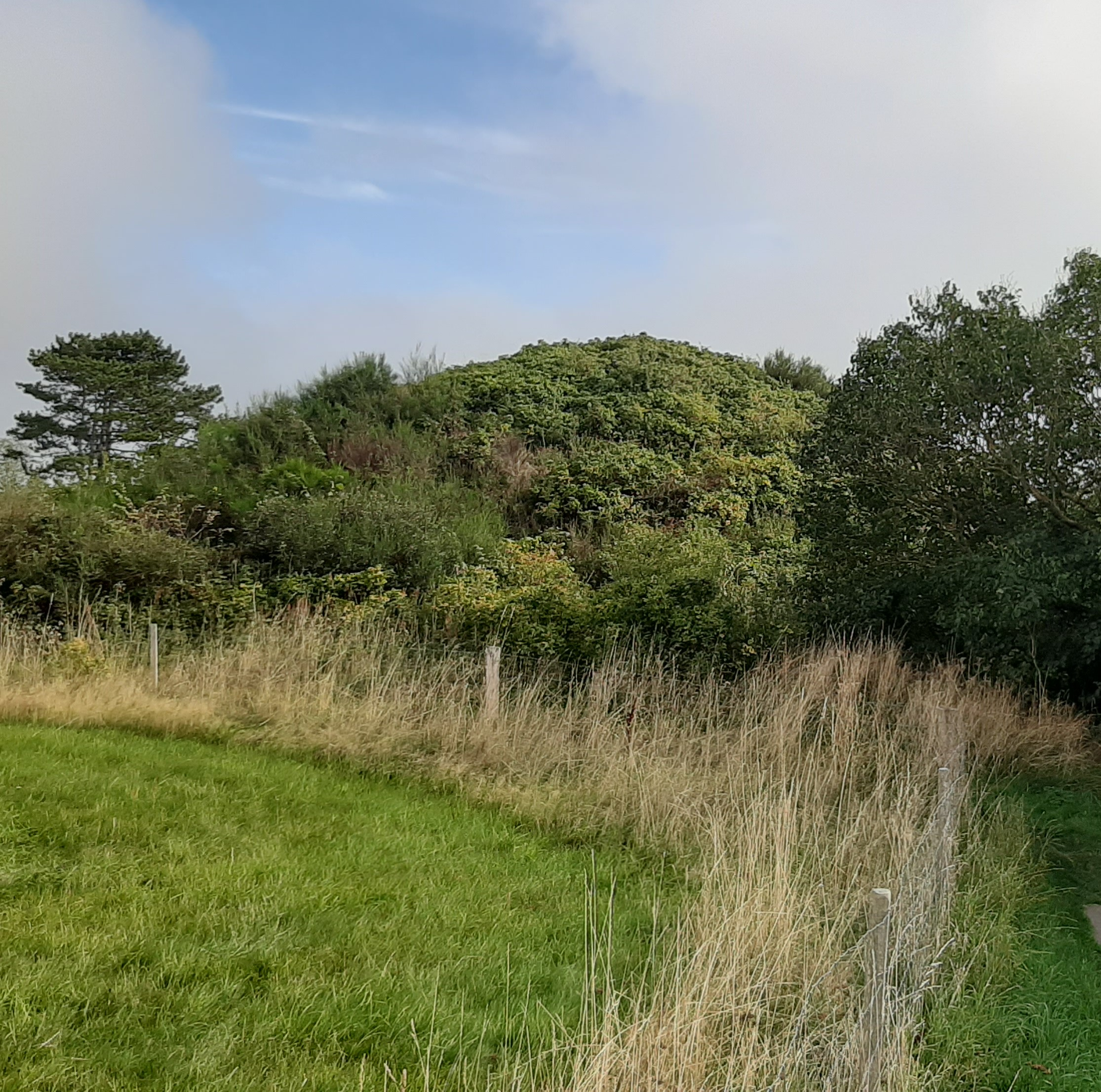
Maglehøj (Odsherred)

Maglehøj im Odsherred ist der größte Grabhügel im Odsherred. Er liegt zwischen Åstofte und Høve in der Odsherred Kommune auf der dänischen Insel Seeland.  
Der ovale Maglehøj hat einen Durchmesser von etwa 30,0 auf 35,0 m und ist 7,0 m hoch. Seine unebene Kuppe liegt 86,0 m über dem Meeresspiegel. Von hier aus hat man einen Ausblick über die Sejerø-Bucht (dänisch Sejerø Bugt). 
Westlich vom Maglehøj liegen drei kleinere Grabhügel und zwischen ihnen der ältere Langdysse Asnæs Kæmpegraven, ein etwa 60 m langer Langdolmen. Die Leute der Bronzezeit haben das ältere Grab respektiert, als sie während der Bronzezeit vor etwa 3500 Jahren ihre Hügel errichteten.